# Lipowiec (rejon jaworowski)
Lipowiec (ukr. Липовець) – wieś w obwodzie lwowskim, w rejonie jaworowskim Ukrainy. Leży na Płaskowyżu Tarnogrodzkim, przy polskiej granicy, niedaleko Wólki Żmijowskiej. Liczy 161 mieszkańców.

## Historia
Lipowiec alias Królów Staw był wsią starostwa niegrodowego lubaczowskiego na początku XVIII wieku. 1920–1934 Lipowiec stanowił gminę jednostkową w powiecie lubaczowskim w woj. lwowskim. 15 czerwca 1934 roku Lipowiec przyłączono do powiatu jaworowskiego w tymże województwie. 1 sierpnia 1934 roku w związku z reformą scaleniową Lipowiec wszedł w skład nowo utworzonej zbiorowej gminy Nahaczów w powiecie jaworowskim. 
W latach 1939–1944 nacjonaliści ukraińscy z OUN-UPA zamordowali tutaj 31 Polaków, w tym we wrześniu 1939 r. dwóch podporuczników z 25 pułku ułanów. Po wojnie – jako jedna z dwóch wsi (obok Hruszowa) dawnego powiatu lubaczowskiego – został włączony do Ukraińskiej SRR.